# Stinstedter See
Koordinaten: 53° 39′ 0″ N, 8° 57′ 5″ O

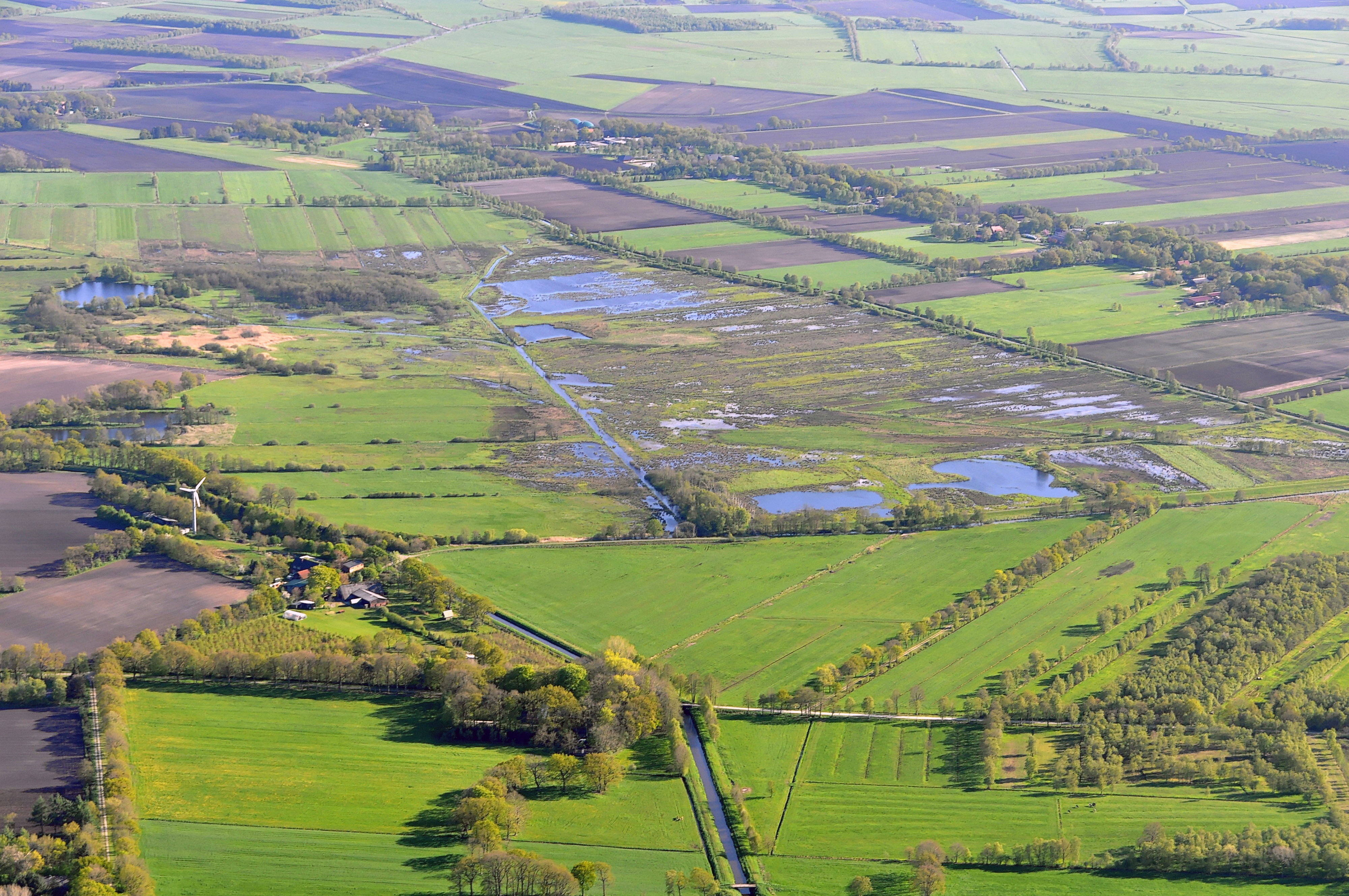

Der Stinstedter See ist ein ehemaliger Niedermoorsee in der niedersächsischen Gemeinde Stinstedt im Landkreis Cuxhaven. Er liegt zwischen Bad Bederkesa und Hemmoor südwestlich von Stinstedt. Der Bereich des ehemaligen Sees ist heute weitgehend trockengelegt und dient als Hochwasserpolder.

## Geschichte
Der See hatte sich in der Stinstedter Niederung durch Wasserrückstau am Zusammenfluss von Gösche, Hornbach und Mooraue gebildet. Zur Zeit der Kurhannoverschen Landesaufnahme im 18. Jahrhundert war er rund 5 km lang und bis 380 m breit und bedeckte eine Fläche von rund 1 km².
Im 19. Jahrhundert hatte sich die Fläche des Sees im Zuge von Entwässerungen und Veränderungen im Gewässersystem auf etwa 0,2 km² verringert. Der neue Stinstedter Randkanal mündete von Osten in den See. Der Hornbach war zur Mooraue umgeleitet worden, welche nun den Abfluss des Sees zum Hadelner Kanal bildete. Das Umland des Sees wurde als Grünland genutzt.
Bis ins 20. Jahrhundert wurden weitere Entwässerungsmaßnahmen durchgeführt und das Gewässersystem verändert. In den 1950er und 1960er Jahren wurde das Gebiet eingedeicht, um es als Überlaufpolder für Hochwasser nutzen zu können. Ein Schöpfwerk regelt den Wasserstand.
Der See verlandete vollständig. Das Gebiet wurde nun intensiv landwirtschaftlich genutzt. Das Stillgewässer im Süden des Polders wurde nachträglich ausgebaggert und als Angelteich genutzt.

## Renaturierung

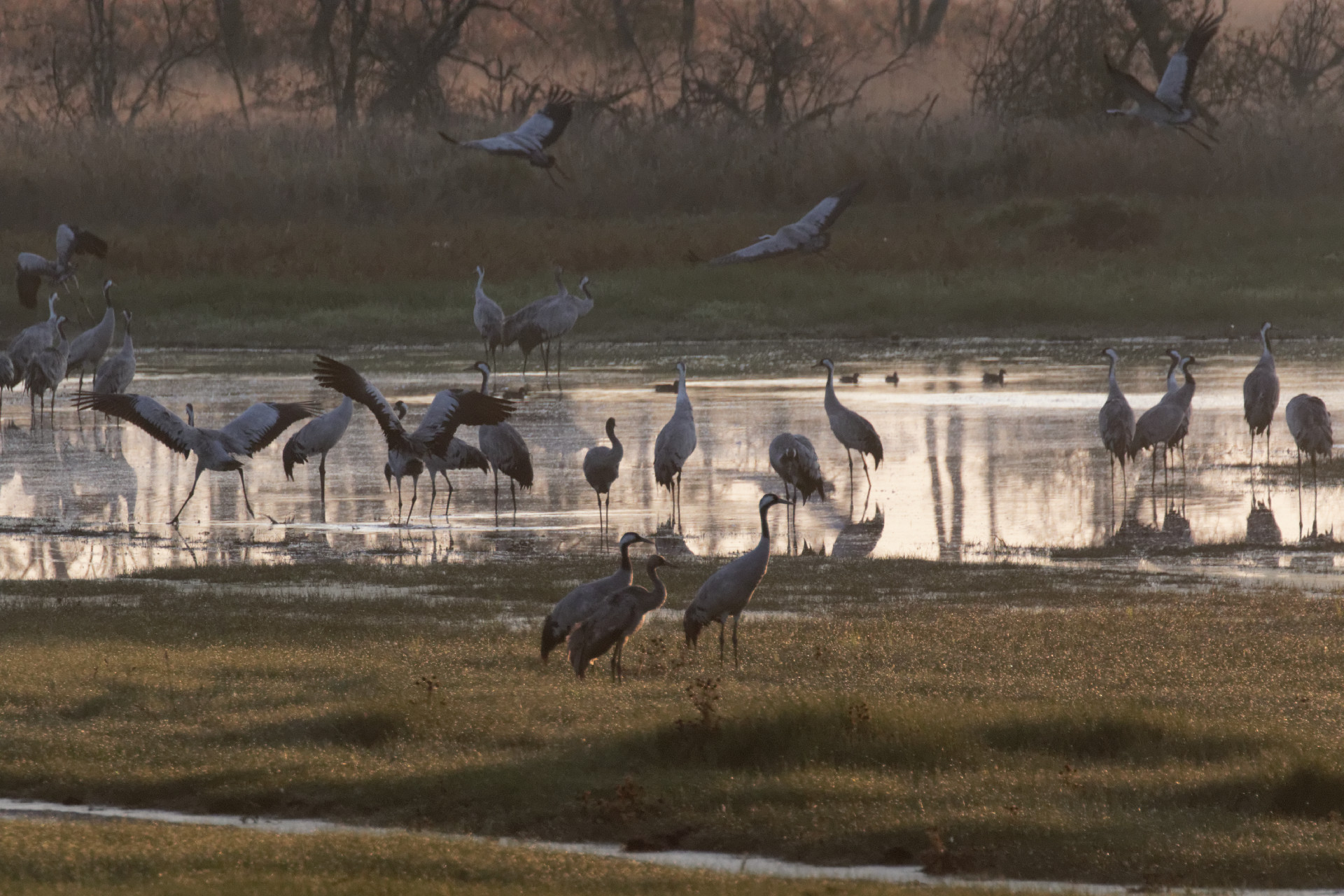

Zwischen 1994 und 2004 haben der Landkreis Cuxhaven und die Naturschutzstiftung des Landkreises die Flächen des Polders erworben und sie so aus der intensiven landwirtschaftlichen Nutzung genommen. Das 133 Hektar große Gebiet wird durch die Schaffung dauerhaft und periodisch überschwemmter Flächen renaturiert.
Seit dem Jahr 2007 wird das Gebiet in den Wintermonaten überstaut. Hierdurch soll sich ein großflächiger Niedermoorflachwasserbereich entwickeln, der für Avifauna und Flora einen hohen Wert hat.
Der Polder, der von angestauten Sumpf- und Wasserflächen mit Röhrichten und Erlenbrüchen sowie feuchten Grünlandflächen geprägt wird, ist heute ein bedeutendes Feuchtgebiet. Er bietet zahlreichen Wasser- und Wiesenvögeln, aber auch Sumpfpflanzen wie Fieberklee und Schwertlilie einen Lebensraum. So kommen hier mittlerweile wieder Kiebitz, Großer Brachvogel, Rotschenkel, Bekassine und Uferschnepfe als Brutvögel vor. In den Wintermonaten ist er Rastgebiet für ziehende Vogelarten wie Gänse, Schwäne und Enten, aber auch Kraniche.

## Touristische Nutzung
Der Polder ist von einem rund 5 km langen Rundweg umgeben, der als Fahrrad- bzw. Fußweg genutzt werden kann. Der Rundweg ist ausgeschildert und an mehreren Stellen mit Informationstafeln versehen. An zwei Stellen befinden sich Aussichtstürme, von denen aus das Gebiet gut einsehbar ist.